# آلفابی
بازار آلفابی (به انگلیسی: AlphaBay Market) مارکت آنلاینی در دارک وب است که دسترسی به آن توسط سامانه تور ممکن می‌باشد. این مارکت در ۱۳ ژوئیه ۲۰۱۷ پس از اجرای عملیات مشترکی از سوی ایالات متحده، کانادا و تایلند بسته شد. الکساندر کازز بنیانگذار این وبگاه یک هفته پس از دستگیری در تایلند در سلول زندان به صورت مشکوکی درگذشت. مقامات مرگ او را خودکشی اعلام کردند.
یکی از مدیران این بازار با نام مستعار DeSnake چهار سال پس از تعطیلی آن، در اوت ۲۰۲۱ این بازار را دوباره راه‌اندازی کرد.